# Križan
Križan je priimek več znanih Slovencev:
- Aleš Križan (*1971), nogometaš
- Blažka Križan (*1990), slikarka, likovna umetnica
- Boris Križan (1948—2000), naravovarstvenik, konservator
- Dominik O.(Olmiah) Križan (*1968), večmedijski (vizualno-ambientalni) umetnik
- Janez Križan (*1954), kemik, fizik?
- Josip Križan (1841—1921), matematik, fizik in filozof (logik)
- Peter Križan (*1958), fizik, univ. profesor, izredni član SAZU
- Tina Križan (*1974), tenisačica
- Tomaš Križan (*ok.1600—po 1661) evangeličanski duhovnik in pisatelj v Prekmurju